# The Vagabonds (film, 1912, Thayer)
Pour les articles homonymes, voir The Vagabonds.
Pour plus de détails, voir Fiche technique et Distribution.
The Vagabonds est un film muet américain réalisé par Otis Thayer et sorti en 1912.

## Fiche technique
- Titre : The Vagabonds
- Réalisation : Otis Thayer
- Scénario : William E. Wing
- Photographie :
- Montage :
- Producteur :  William Selig
- Société de production : Selig Polyscope Company
- Société de distribution : General Film Company
- Pays d'origine :  États-Unis
- Langue : film muet avec les intertitres en anglais
- Métrage : 300 mètres
- Format : Noir et blanc — 35 mm — 1,33:1 — Muet
- Genre : Film dramatique
- Durée : 10 minutes
- Dates de sortie : 
  -  États-Unis : 16 mai 1912

## Distribution
- William Duncan : le violoniste vagabond
- Louise Willis : la mère du vagabond
- Winifred Greenwood : le petit ami du vagabond
- Frank Weed : le père du petit ami
- Frank Lawler : le ministre
- Rex De Rosselli : le barman
- Harry Lonsdale : le majordome
- Adrienne Kroell : la soliste de l'Armée du salut
- William Larkin : le lieutenant de l'Armée du salut